# Orthogonia lilacina
Orthogonia lilacina là một loài bướm đêm trong họ Noctuidae.